# Callionymus annulatus
Callionymus annulatus, tên thông thường là cá đàn lia đầu to, là một loài cá biển thuộc chi Callionymus trong họ Cá đàn lia. Loài này được mô tả lần đầu tiên vào năm 1913.

## Phân bố và môi trường sống
C. annulatus được tìm thấy từ phía nam Indonesia trải dài đến eo biển Torres. Chúng sống trên đáy bùn, được ghi nhận ở độ sâu khoảng 56 m trở lại.

## Mô tả
Chiều dài lớn nhất được ghi nhận ở C. annulatus là khoảng 6,5 cm.